# Intento de asesinato a Fumio Kishida
El Intento de asesinato a Fumio Kishida, ocurrió el 15 de abril de 2023, cuando un hombre de 24 años, realizó un ataque contra Fumio Kishida, el primer ministro de Japón, mientras visitaba Wakayama, una ciudad en la región de Kansai de Japón, en medio de una campaña electoral.

## Antecedentes
En septiembre de 2022, Shūhei Kishimoto (miembro del parlamento japonés del primer distrito de Wakayama) renunció para postularse para las elecciones de gobernador de Wakayama del 2022, por lo que la elección parcial está programada para el 23 de abril de 2023 en la prefectura de Wakayama.
Debido a que Hirofumi Kado, ex parlamentario y político del Partido Liberal Democrático, se postuló para las elecciones parciales, Kishida visitó Wakayama para apoyarlo como presidente del PLD.

## Incidente
Alrededor de las 11:30, hora local, Kishida terminó de inspeccionar el puerto pesquero de Saikazaki en la ciudad de Wakayama y estaba a punto de comenzar su discurso frente a la estación de Wakayama alrededor de las 12:00. Sin embargo, una bomba de tubo de hierro fue arrojada repentinamente a corta distancia de Kishida,  por lo que un guardia detuvo la bomba de tubo de hierro con una bolsa a prueba de balas y la pateó con el pie izquierdo para mantenerla alejada de Kishida. Después de eso, el guardia que pateó la bomba de tubería de hierro dio el siguiente paso y abrió la bolsa a prueba de balas e hizo que Kishida evacuara temporalmente a la Jefatura de Policía de la prefectura de Wakayama mientras observaba los alrededores, con la gente también, y reanudó el discurso callejero frente a la estación de Wakayama por la tarde. 
Kishida resultó ileso, pero un oficial de policía sufrió heridas leves en las que le suturaron el brazo izquierdo debido a la explosión.
El sospechoso fue detenido por un hombre que se creía que era un pescador local, y luego arrestado in fraganti por un oficial de policía bajo sospecha de obstrucción forzosa de negocios. En el tiroteo de Shinzo Abe en julio del año anterior, la policía de la prefectura de Nara arrestó al acusado, acusado de asesinato y otros delitos, bajo sospecha de intento de asesinato. La policía de la prefectura dice que si se puede reconocer la intención de asesinar, considerarán la aplicación de cargos de intento de asesinato.
Un hombre de 24 años que vive en la ciudad de Kawanishi, prefectura de Hyogo fue arrestado Se desconoce el motivo hasta las 16:00 horas del día 15. El hombre sospechoso dijo: "Hablaré después de que venga el abogado".
Después del incidente, Kishida declaró: "Lamento haber preocupado a muchas personas. Estamos en medio de una elección importante para nuestro país. Debemos continuar con esto juntos". Al día siguiente, Kishida prometió hacer todo lo posible para garantizar la seguridad antes de la 49.ª cumbre del G7 que se celebrará en Japón en mayo de 2023. El incidente se produjo menos de un año después del asesinato del ex primer ministro Shinzo Abe el 8 de julio del 2022.